# Марк Фурий Бибакул
Марк Фурий Бибакул (на латински: Marcus Furius Bibaculus) е модерен и беден поет от Римската империя през I век пр.н.е.
Той е в кръга на новите поети, неотериците, към който е и Катул и има афера с неговия приятел Ювентий. Приятел е и с Аврелий.
Катул пише за Бибакул в стихотворенията си 11, 16, 23, 24 и 26.